# Sebasmia longissima
Sebasmia longissima är en skalbaggsart som beskrevs av Holzschuh 2005. Sebasmia longissima ingår i släktet Sebasmia och familjen långhorningar. Inga underarter finns listade i Catalogue of Life.